# Rzecznik patentowy
Rzecznik patentowy – zawód zaufania publicznego polegający na świadczeniu pomocy prawnej i technicznej podmiotom gospodarczym, jednostkom organizacyjnym oraz osobom fizycznym w sprawach własności przemysłowej.
Zawód rzecznika patentowego ma za sobą długą tradycję. W Polsce narodził się wraz z odrodzonym po rozbiorach państwem.
Już 13 grudnia 1918 r. Naczelnik Państwa wydał Dekret tymczasowy o Urzędzie Patentowym, w którym poruszono kwestię pełnomocników:
"Strony mogą występować w Urzędzie Patentowym bądź osobiście, bądź przez pełnomocników. Pełnomocnikami mogą być osoby mieszkające w Polsce, z wyższym, zwłaszcza technicznym wykształceniem, wciągnięte przez Urząd na listę pełnomocników."
Obecnie zasady wykonywania zawodu rzecznika patentowego określa ustawa o rzecznikach patentowych z dnia 11 kwietnia 2001. Mówi ona o zasadach i warunkach wykonywania zawodu, jak również określa organizację i zakres działania samorządu rzeczników patentowych, reguluje świadczenie pomocy w sprawach własności przemysłowej, a także wskazuje wszystkie formy wykonywania zawodu.
Drugą ważną ustawą poświęconą temu zawodowi prawniczemu jest Prawo własności przemysłowej z dnia 30 czerwca 2000, które ustala zakres umocowań rzecznika patentowego w postępowaniu przed Urzędem Patentowym RP. Niezależnie od ustaw, rzeczników patentowych obowiązują zasady etyki, uchwalane przez Krajowy Zjazd Rzeczników Patentowych.
Ogół rzeczników patentowych i aplikantów rzecznikowskich tworzy Polską Izbę Rzeczników Patentowych, będącą samorządem zawodowym powołanym do reprezentowania jej członków, sprawowania pieczy nad właściwym wykonywaniem zawodu i dla jego ochrony.
Zawód rzecznika patentowego, podobnie jak zawód adwokata i radcy prawnego jest wolnym zawodem oraz należy do zawodów zaufania publicznego. Podobnie również, rzecznika patentowego obowiązuje tajemnica zawodowa (tj. tajemnica rzecznikowska) w zakresie wszystkich przedstawionych mu w faktów w trakcie wykonywania powierzonych rzecznikowi czynności w zakresie udzielonego pełnomocnictwa.

## Specyfika zawodu rzecznika patentowego
Od rzecznika patentowego wymaga się dużej wiedzy – zarówno prawniczej, jak i specjalistycznej wiedzy technicznej. Zawód ten łączy się z koniecznością śledzenia nowinek technicznych. Zważywszy na bardzo szybki rozwój techniki, w tym przede wszystkim takich jej dziedzin, jak elektronika, automatyka, robotyka, czy też inżynieria chemiczna, rzecznik patentowy musi bardzo dużo czasu poświęcać na samokształcenie. Występuje on w roli doradcy i powiernika różnych projektów i modeli o charakterze wynalazków, co wskazuje nierzadko na ich bardzo wysoką wartość ekonomiczną implikując konieczne cechy, jakimi powinien się wykazywać rzecznik patentowy, wśród których należy z pewnością wymienić szczególną poufność, rzetelność i uczciwość.

## Prawo wykonywania zawodu rzecznika patentowego
Niezbędne warunki dla wykonywania zawodu rzecznika patentowego zostały zawarte w ustawie o rzecznikach patentowych. Prawo wykonywania zawodu rzecznika patentowego nabywa się po złożeniu ślubowania, z dniem dokonania wpisu na listę rzeczników patentowych, którą prowadzi Urząd Patentowy Rzeczypospolitej Polskiej. Na listę może być wpisana osoba, która:
1. ukończyła magisterskie studia wyższe o kierunku przydatnym do wykonywania zawodu rzecznika patentowego, w szczególności techniczne lub prawnicze;
2. odbyła aplikację rzecznikowską na warunkach określonych w ustawie;
3. złożyła egzamin kwalifikacyjny przed komisją egzaminacyjną.

Wśród wymogów ustawa wymienia ponadto: pełną zdolność do czynności prawnych i korzystanie z pełni praw publicznych, nieskazitelny charakter osoby, która także swym dotychczasowym zachowaniem daje rękojmię prawidłowego wykonywania zawodu. Wymagane jest również obywatelstwo polskie z zastrzeżeniem, że przedmiotowy przepis nie narusza postanowień umów międzynarodowych, których stroną jest Polska. W sytuacji, gdy umowy międzynarodowe przewidują możliwość ubiegania się o wpis na listę osób posiadających inne niż polskie obywatelstwo, muszą być spełnione wszystkie pozostałe warunki ustawowe. Ponadto osoba ta musi wykazać, że włada językiem polskim w mowie i piśmie w stopniu niezbędnym do prawidłowego wykonywania zawodu rzecznika patentowego.
W drodze uchwały Krajowej Rady Rzeczników Patentowych istnieje możliwość uzyskania zwolnienia w całości lub odpowiedniej części z aplikacji rzecznikowskiej. O zwolnienie może ubiegać się osoba, która wykaże, że posiada określoną wiedzę lub praktykę w sprawach własności przemysłowej przydatną dla wykonywania zawodu rzecznika patentowego.

## Zasada względnego przymusu rzecznikowskiego
Aby zagwarantować należytą ochronę podmiotów prawnych dochodzących swych praw w nierzadko bardzo skomplikowanych sprawach własności przemysłowej, ustawodawca wprowadził zasadę względnego przymusu rzecznikowskiego, która stanowi pewnego rodzaju analogię do zasady przymusu adwokackiego.
Mówi ona, iż w postępowaniu przed Urzędem Patentowym RP w sprawach związanych z dokonywaniem i rozpatrywaniem zgłoszeń oraz utrzymywaniem ochrony wynalazków, wzorów użytkowych, a także produktów leczniczych, produktów ochrony roślin i topografii układów scalonych, w odniesieniu do postępowania zgłoszeniowego i rejestrowego, pełnomocnikiem strony może być tylko rzecznik patentowy. Poza zakresem tej wyłączności pozostaje postępowanie sporne przed Urzędem Patentowym oraz postępowanie przed wojewódzkim sądem administracyjnym i Naczelnym Sądem Administracyjnym – w przypadku złożenia skargi na orzeczenie Urzędu Patentowego. W takich postępowaniach strona może być reprezentowana także przez adwokata i radcę prawnego oraz osobę świadcząćą usługi transgraniczne. To samo dotyczy postępowania zgłoszeniowego i rejestrowego w odniesieniu do wzorów przemysłowych, znaków towarowych i oznaczeń geograficznych. W postępowaniu cywilnym w sprawach własności intelektualnej obowiązuje zastępstwo stron przez adwokatów, radców prawnych lub rzeczników patentowych. Nie dotyczy to spraw o wartości przedmiotu sporu poniżej 20 000 złotych. Sąd może ponadto zwolnić stronę z obowiązku tego zastępstwa.

## Zasada bezwzględnego przymusu rzecznikowskiego
W odniesieniu do zgłaszających z zagranicy, tj. osób, które nie mają miejsca zamieszkania lub siedziby na obszarze Rzeczypospolitej Polskiej, obowiązuje zasada bezwzględnego przymusu rzecznikowskiego. Oznacza to, że w wymienionych wcześniej sprawach takie osoby mogą występować tylko za pośrednictwem rzecznika patentowego, ewentualnie adwokata, radcy prawnego albo osoby świadczącej usługi transgraniczne. Obowiązek ten nie dotyczy osób mających miejsce zamieszkania lub siedzibę na obszarze Unii Europejskiej, państwa członkowskiego Europejskiego Porozumienia o Wolnym Handlu (EFTA) – strony umowy o Europejskim Obszarze Gospodarczym lub Konfederacji Szwajcarskiej.

## Uprawnienia procesowe rzecznika patentowego
Rzecznik patentowy może występować w charakterze pełnomocnika w postępowaniu przed Urzędem Patentowym, wojewódzkim sądem administracyjnym, Naczelnym Sądem Administracyjnym oraz przed innymi sądami i organami orzekającymi w sprawach własności przemysłowej. Rzecznik patentowy może występować przed sądem także w innych sprawach z zakresu własności intelektualnej. Kilkakrotnie na temat zakresu uprawnień procesowych rzeczników patentowych wypowiadał się Sąd Najwyższy wskazując, że mogą oni zastępować swoich klientów w sprawach o zwalczanie nieuczciwej konkurencji, których przedmiotem są także roszczenia dotyczące naruszenia majątkowych praw autorskich do utworu. Sąd Najwyższy wskazał również, że rzecznik patentowy może być pełnomocnikiem procesowym w każdej sprawie dotyczącej zwalczania nieuczciwej konkurencji.

## Formy wykonywania zawodu rzecznika patentowego
Rzecznik patentowy może wykonywać swój zawód w kancelarii patentowej lub na rzecz pracodawcy, jak również na podstawie umów cywilnoprawnych.
Kancelaria patentowa może być utworzona wyłącznie w celu wykonywania zawodu rzecznika patentowego i prowadzona przez rzecznika patentowego jednoosobowo jako spółka cywilna (na podst. art. 860–875 KC) lub jawna, w której przynajmniej połowa wspólników to rzecznicy patentowi; spółka partnerska (art. 88 Kodeksu spółek handlowych); spółka komandytowa lub komandytowo-akcyjna, w której komplementariuszami (warunek) są wyłącznie rzecznicy patentowi. Ustawodawca dopuszcza możliwość prowadzenia kancelarii w formie spółki z ograniczoną odpowiedzialnością lub akcyjnej, zastrzegając jednakże, że większość udziałów lub akcji w takiej spółce musi być w posiadaniu rzeczników patentowych. Te ostatnie rozwiązanie jest charakterystyczne dla zawodu rzecznika patentowego (zarówno adwokaci, jak i radcy prawni nie mogą prowadzić kancelarii w formie spółki z ograniczoną odpowiedzialnością lub akcyjnej).